# 7420 Buffon
7420 Buffon este o planetă minoră (asteroid), cu un diametru de 6,268 km, din centura de asteroizi. A fost descoperită pe 4 septembrie 1991 la Observatorul La Silla de Eric Walter Elst și a fost numită după Georges-Louis Leclerc de Buffon. 
Obiectul prezintă o orbită caracterizată de o semiaxă mare de 2,4395039 UAi, o excentricitate de 0,15, o înclinație de 1,41393 ° în raport cu ecliptica.